# Armand-Louis Couperin

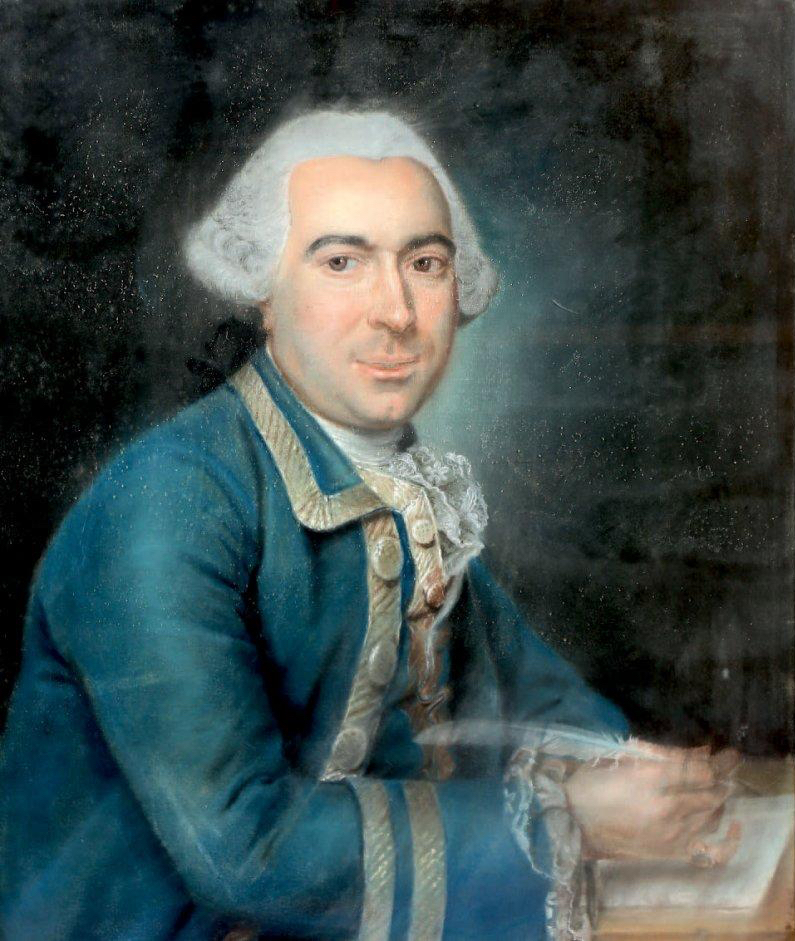
Gemälde von Charles-Nicolas Noël

Armand-Louis Couperin (* 25. Februar 1727 in Paris; † 2. Februar 1789) war ein französischer Komponist, Clavecinist und Organist.

## Leben und Wirken
Er war der dritte der bekannten Organisten seiner Familie. Nach dem Tod des Vaters Nicolas im Jahre 1748 führte er das Organistenamt in Saint Gervais fort. 1752 heiratete er Elisabeth-Antoinette Blanchet (1729–1815), Tochter des bekannten Cembalobauers François-Étienne Blanchet. Er bekleidete eine größere Anzahl von Organistenstellen; oft ließ er sich von seinen Kindern beim Orgeldienst vertreten. Drei seiner vier Kinder, Pierre-Louis, Gervais-François und Antoinette-Victoire wurden später Musiker. Sein Leben verlief in engen Grenzen. Es sind von ihm keine Reisen bekannt, keine Aktivitäten außer denjenigen als Organisten und Cembalolehrer, und keinerlei Auftritte im Concert spirituel. Er weigerte sich, Musik fürs Theater zu schreiben, und wollte seine Kirchenmusik nicht veröffentlichen lassen. Sofern er von seinen Zeitgenossen (etwa von Burney) erwähnt wird, geschieht dies fast immer in Zusammenhang mit seinen Orgelimprovisationen über das Te Deum.
Armand-Louis geriet auf dem Weg von der Sainte-Chapelle zur Kirche St. Gervais unter die Hufe eines durchgegangenen Pferdes, das seinen Reiter abgeworfen hatte. Dabei wurde er tödlich am Kopf verletzt. Bei seinem Tode hinterließ er eine Bibliothek mit 885 Büchern, außergewöhnlich viel für einen professionellen Musiker seiner Zeit.
Am Ende seines Lebens besaß Couperin zwei Cembali, davon eines mit Kniehebeln für Registerwechsel und Crescendi, ein kleines und ein großes Spinett, zwei Orgeln, ein Klavichord, ein Klavier und ein Regal.

## Werke (Auswahl)
Um 1750 entstand das Werk Cantatille sowie eine Cembalo-Sammlung, bis 1765 sechs Cembalosonaten mit Violinbegleitung, bis 1770 drei Sonaten für Violine und Cello und eine Air mit Variationen. Der Großteil der Werke sind unter A.L.Couperin, Selected Works for Keyboard, ed. D. Fuller (Madison, Wisconsin, 1975) erschienen
- «Les cacqueteuses»
- «Les Quatre Nations»: L’Italienne; L’Angloise, rondeau; L’Allemande; La Françoise
- «La Chasse»
- Dialogue entre le chalumeau et le basson
- Pièces de Clavecin
- «Quatuors à deux clavecins», 1773
- Simphonie de Clavecins (Allegro moderato et marqué, Andante, Presto) 1770 oder wenig später
- Sonates en pièces de clavecin avec accompagnement de violon ad libitum, Op. 2